# Kovaliovka (Krasnodar)
Kovaliovka (del ruso: Ковалёвка) es un posiólok del raión de Krylovskaya del krai de Krasnodar de Rusia. Está situado 12 km al sureste de Krylovskaya y 157 km al nordeste de Krasnodar, la capital del krai. Tenía 215 habitantes en 2010
Pertenece al municipio Oktiábrskoye.